# NGC 1301
NGC 1301 je galaksija u zviježđu Eridan.

## Vanjske poveznice
- SEDS: NGC 1301